# ファンタジースプリングス
ファンタジースプリングス（英: Fantasy Springs）は、2024年6月6日にオープンした東京ディズニーシーのテーマポートの一つ。

## 概要
「魔法の泉が導くディズニーファンタジーの世界」をテーマに、2024年6月6日にオープンした東京ディズニーシーの8番目のテーマポート。ディズニー映画の世界を再現したエリアで、幅広い世代に親しまれている。2019年5月21日に名称が「ファンタジースプリングス」と発表され、記念セレモニーが開催された。
本プロジェクトの総投資額は3,200億円で、東京ディズニーリゾートにおける最大級の拡張計画となった。「ロストリバーデルタ」と「アラビアンコースト」の間の通路から接続されている。総開発面積は約14万m2で、そのうちテーマパークおよびホテルエリアは約10万m2。かつて東京ディズニーランドの臨時駐車場として使用されていたリゾートパーキング第1・第2の跡地と、東京ディズニーランド・パーキングの既存の退出路の用地を利用して開発された。退出路は開発に伴いトンネル化されている。
テーマポート内には魔法の水が流れる滝や池が点在し、その先にディズニー映画『アナと雪の女王』『塔の上のラプンツェル』『ピーター・パン』を題材とした3つのエリアが広がる。このプロジェクトに伴い、4つのアトラクション、3つのレストラン、1つのショップ、さらにディズニーホテルが開業した（詳細は後述）。
当初、開業は2022年を予定していたが、2020年1月30日に2023年度へ延期が発表された。その後、新型コロナウイルスの影響による入国制限や物流の混乱などで工期が遅れ、2022年10月27日に開業が2024年春へ再延期された。
2023年10月26日、開業日が2024年6月6日と正式に発表された。また、同日に、入場にはスタンバイパスまたはディズニー・プレミアアクセスが必要となることも発表された。
2024年5月11日には招待者向けのプレオープンが実施され、サンドウィッチマン、芦田愛菜、石原さとみ、反町隆史、山崎弘也（アンタッチャブル）、上田晋也 （くりぃむしちゅー）、土屋伸之（ナイツ）など、多くの芸能人やインフルエンサーが招待された。
2025年1月7日、スタンバイパスやディズニー・プレミアアクセスがなくてもテーマポートに入場できるようになることが公式SNSで発表された。ただし、運営会社のオリエンタルランド（OLC）は日本テレビの取材に対し、「ファンタジースプリングスの入場制限は継続しているが、当日の運営状況によっては入場制限を行わない場合がある」とコメントしている。
2025年1月28日、テーマポートへの入場制限が完全に撤廃されたことが、同月31日に朝日新聞によって報じられた。OLCも入場制限の解除を認め、「世界で唯一のファンタジースプリングスの世界観を引き続き楽しんでほしい」と述べている。
2025年4月1日、「1デーパスポート:ファンタジースプリングス・マジック」およびスタンバイパスが完全に廃止され、ファンタジースプリングス内のアトラクションは、列に並ぶか、「フェアリー・ティンカーベルのビジーバギー」を除きディズニー・プレミアアクセス（有料）を利用することで体験することができるようになった。

## エリア

### フローズンキングダム
『アナと雪の女王』をテーマにしたエリア。「フローズンキングダム」では、映画の終盤でエルサが氷の魔法を受け入れた後の世界が広がり、門が開かれたアレンデール王国を訪れることができる。このエリアには、アナとエルサの心温まる物語を巡るアトラクションが設置され、美しい雪山のふもとにあるアレンデール城内にはレストランが併設されている。

### ピーターパンのネバーランド
『ピーター・パン』をテーマにしたエリア。「ピーターパンのネバーランド」では、ピーター・パン、ティンカー・ベル、ロスト・ボーイズが暮らすネバーランドを舞台に、ゲストが彼らと共に新たな冒険へ出発する。ネバーランドのジャングルを飛び立ち、海賊たちと戦う大型アトラクションや、ティンカー・ベルと妖精たちが暮らすピクシー・ホロウを訪れるアトラクションが用意されている。また、ネバーランドの壮大な景色を眺めながら食事を楽しめるレストランも設置されている。

### ラプンツェルの森
『塔の上のラプンツェル』をテーマにしたエリア。「ラプンツェルの森」には、森の奥深くにそびえるラプンツェルの塔があり、ラプンツェルと共に映画に登場するランタンフェスティバルを訪れるアトラクションが設けられている。また、映画に登場する荒くれ者たちの隠れ家をテーマにしたレストランもあり、独特な雰囲気の中で食事を楽しむことができる。

## 施設
2023年8月24日、報道陣向けに工事現場が公開され、あわせて施設名などがプレスリリースで発表された。

### アトラクション
フローズンキングダム
- アナとエルサのフローズンジャーニー

ラプンツェルの森
- ラプンツェルのランタンフェスティバル

ピーターパンのネバーランド
- ピーターパンのネバーランドアドベンチャー
- フェアリー・ティンカーベルのビジーバギー

### ショップ
- スプリングス・トレジャー
- ファンタジースプリングス・ギフト

### レストラン
フローズンキングダム
- アレンデール・ロイヤルバンケット
- オーケンのオーケーフード

ラプンツェルの森
- スナグリーダックリング

ピーターパンのネバーランド
- ルックアウト・クックアウト

### サービス施設
フローズンキングダム
ラプンツェルの森
ピーターパンのネバーランド

## 魔法の泉
エリア内外には、ディズニー映画のキャラクターをモチーフにしたロックアートが設置されている。
ファンタジースプリングス・エントリーウェイ
「ピーター・パン」
「アナと雪の女王」
「塔の上のラプンツェル」
「ポカホンタス」
「バンビ」
ファンタジースプリングス・ホテル側
『美女と野獣』および『ミッキーの巨人退治』をテーマにした魔法の泉は、東京ディズニーシー・ファンタジースプリングス・ホテルの宿泊者のみが見学可能となっている。2025年6月1日より、東京ディズニーリゾート・トイ・ストーリーホテルの宿泊者も見学可能。
「眠れる森の美女」
「シンデレラ」
「白雪姫」
「リトル・マーメイド」
「ふしぎの国のアリス」
「ファンタジア」
「美女と野獣」
「ミッキーの巨人退治」

## 東京ディズニーシー・ファンタジースプリングスホテル
2019年、オリエンタルランドは新たなディズニーホテルの開業を発表した。本ホテルは東京ディズニーリゾート内で最上級のランクに位置付けられている。2022年10月27日、ホテルの名称が「東京ディズニーシー・ファンタジースプリングスホテル」に決定した。
ホテルは、デラックスタイプの「ファンタジーシャトー」（419室）と、ディズニーホテルで最上級のラグジュアリータイプに分類される「グランドシャトー」（56室）の2棟で構成される。
宿泊者は、宿泊証明書を提示することでファンタジースプリングスへの入場が可能となるほか、エリア内のアトラクションを短い待ち時間で利用できる特典付きの「1デーパスポート:ファンタジースプリングス・マジック」を購入できた。

### ファンタジーシャトー
「ラプンツェル」や「バンビ」などのディズニーキャラクターや動植物、魔法の泉をモチーフにした装飾が施された客室が用意されている。客室の位置によって、以下のエリアに分けられる。
- ベイエリアサイド
- ホテルエントランスサイド
- ローズコートサイド
- スプリングスサイド

### グランドシャトー
グランドシャトーの客室にはバルコニーやテラスが併設されている。また、客室料金にはアトラクション利用券とショー鑑賞券が含まれ、キャストによる東京ディズニーリゾートでの過ごし方のプラン提案を受けることもできる。また、以下の施設・サービスはグランドシャトー宿泊者専用となっている。
- レストラン「ラ・リベリュール」
- ホテル専用の入園口「グランドシャトー・ゲートウェイ」（ファンタジースプリングスへ直接入園可能）

## その他
ファンタジースプリングスのテーマソングは、「ジャーニー・トゥ・ファンタジースプリングス」である。
ファンタジースプリングスのオープンを記念して、各公共交通機関においてファンタジースプリングスのラッピングが実施された。
- 舞浜リゾートラインはディズニーリゾートラインで運行される100形（Type C）第5編成（グリーン）の車両にラッピングを施し、2024年5月7日から2025年4月7日まで「東京ディズニーシー“ファンタジースプリングス”ライナー」として運行した[28]。
- 東京ディズニーリゾートのオフィシャルスポンサーである日本航空は自社国内線で運行されるボーイング767-300ER型機（登録記号JA622J）にラッピングを施し、2024年10月21日から2025年11月までの予定で「JAL Fantastic Journey Express」として運行している[29]。
- JR東日本は東北新幹線で運行されるE5系U6編成[30]車両にラッピングを施し、2024年10月10日から2025年6月まで「Magical Journey Shinkansen」として運行していた。E5系のフルラッピングは史上初であった[31]。
- JR東海は東海道新幹線で運行されるN700A G25編成[32]車両にラッピングを施し、2025年2月21日から同年9月中旬までの予定で「Wonderful Dreams Shinkansen」として運行している。東海道新幹線での特別塗装車両の運行は開業以来初である[33]。